# Тарасевич Іван Федорович
Іва́н Фе́дорович Тарасе́вич (20 жовтня 1905, село Бродятин, тепер Малоритського району Берестейської області, Республіка Білорусь — 12 листопада 1987, місто Запоріжжя Запорізької області) — український радянський партійний діяч, 1-й секретар Гуляйпільського райкому КПУ Запорізької області. Депутат Верховної Ради УРСР 4—5-го скликань. Член Ревізійної Комісії КПУ в 1960—1966 р. Герой Соціалістичної Праці (26.02.1958).

## Біографія
Народився в селянській родині. З 1918 року працював наймитом, потім чабаном у радгоспах Волинської губернії.
Член ВКП(б) з 1926 року.
У 1926 році закінчив Новоград-Волинську партійну школу, перебував на партійній роботі.
У 1926—1929 роках — служба в Червоній армії.
У 1929—1932 роках — студент Кам'янець-Подільського педагогічного інституту, обирався секретарем комсомольської, а потім і партійної організації інституту.
У 1932 році закінчив інститут і перейшов на керівну профспілкову і партійну роботу. Переїхав до села Новомиколаївки Запорізької області.
У 1941—1946 роках — у Червоній армії, учасник німецько-радянської війни з 1942 року. Служив агітатором 140-го мінометного полку 57-ї армії, з липня 1943 року — агітатором Політвідділу 23-ї окремої мінометної бригади, заступником командира з політичної частини 563-го мінометного полку 23-ї окремої мінометної бригади. Воював на Південно-Західному, Сталінградському, Донському, 3-му Українському фронтах.
У 1946—1949 роках — директор Гуляйпільського педагогічного училища Запорізької області.
У 1949—1959 роках — 1-й секретар Гуляйпільського районного комітету КПУ Запорізької області.
У 1959—1962 роках — 1-й секретар Чернігівського районного комітету КПУ Запорізької області.
У січні 1963 — грудні 1964 року — голова партійної комісії Запорізького сільського обласного комітету КПУ. У грудні 1964—1970 роках — голова партійної комісії Запорізького обласного комітету КПУ.
Потім — персональний пенсіонер союзного значення в місті Запоріжжі.

## Звання
- капітан
- майор

## Нагороди
- Герой Соціалістичної Праці (26.02.1958)
- орден Леніна (26.02.1958)
- орден Вітчизняної війни І ст. (15.05.1945)
- два ордени Вітчизняної війни ІІ ст. (10.10.1944, 6.04.1985)
- орден Червоної Зірки (4.10.1943)
- медаль «За бойові заслуги» (19.03.1943)
- медалі
- дві Почесні грамоти Президії Верховної Ради Української РСР (.10.1965, 18.10.1985)